# Lối sống sai lầm
Lối sống sai lầm là một bộ phim truyền hình được thực hiện bởi M&T Pictures cùng TKL do Oh Seung Yuep làm đạo diễn. Phim được mua kịch bản chuyển thể từ bộ phim truyền hình cùng tên của Hàn Quốc năm 2005. Phim phát sóng vào lúc 13h00 từ thứ 5, 6, 7 hàng tuần bắt đầu từ ngày 13 tháng 3 năm 2010 và kết thúc vào ngày 13 tháng 8 năm 2010 trên kênh HTV7.

## Nội dung
Lối sống sai lầm kể về hai người phụ nữ đã có sự lựa chọn sai lầm trong quan điểm sống và cách thể hiện tình yêu: một cô gái trẻ trong phút bốc đồng đã dọn đến sống cùng với người bạn trai, bỏ ngoài tai những lời xì xầm của dư luận; người phụ nữ còn lại thì đã lập gia đình nhưng luôn sống trong sự nghi ngờ, hờn ghen vì cô cho rằng chồng mình đang ngoại tình.

## Diễn viên
- Hòa Hiệp trong vai Hòa
- Vân Trang trong vai My
- Anh Thư trong vai Hiền[7]
- Mạnh Hùng trong vai Đạo
- Hà Kiều Anh trong vai Vân
- Lương Thế Thành trong vai Nguyên

Cùng một số diễn viên khác....

## Nhạc phim
- Lối sống sai lầm

Sáng tác và thể hiện: Nguyễn Hồng Thuận
- Dòng đời

Sáng tác và thể hiện: Nguyễn Hồng Thuận
- Cảm ơn tình yêu của em

Sáng tác và thể hiện: Nguyễn Hồng Thuận
- Cho em một con đường

Sáng tác: Nguyễn Hồng Thuận
Thể hiện: Vy Oanh

## Giải thưởng
| Năm  | Giải thưởng   | Hạng mục                               | (Người) đề cử | Kết quả   | Tham khảo     |
| ---- | ------------- | -------------------------------------- | ------------- | --------- | ------------- |
| 2010 | Giải Mai Vàng | Nữ diễn viên truyền hình               | Vân Trang     | Đoạt giải | [ 8 ] [ 9 ]   |
| 2011 | HTV Awards    | Nữ diễn viên chính được yêu thích nhất | Vân Trang     | Đề cử     | [ 10 ] [ 11 ] |
| 2011 | HTV Awards    | Nam diễn viên phụ được yêu thích nhất  | Hoàng Anh     | Đề cử     | [ 10 ] [ 11 ] |